# Municipio de Lower Mahanoy
El municipio de Lower Mahanoy  (en inglés, Lower Mahanoy Township) es un municipio del condado de Northumberland, Pensilvania, Estados Unidos. Tiene una población estimada, a mediados de 2023, de 1606 habitantes.

## Geografía
Está ubicado en las coordenadas 40°38′58″N 76°52′30″O / 40.64944, -76.87500 (40.649441, -76.875135).

## Demografía
Según la estimación 2018-2022 de la Oficina del Censo, los ingresos medios de los hogares son de $65,625 y los ingresos medios de las familias son de $78,523. Alrededor del 5.9% de la población está por debajo de la línea de pobreza.